# ناظم الغزالي
ناظم الغزالي (1921 - 21 تشرين الأول/أكتوبر 1963)،  مغني عراقي. تم عرض وتجسيد شخصية ناظم الغزالي بتقنية هولوجرام من قبل 89 بروجكت فريق عراقي شاب أعادوا ناظم الغزالي للمسرح في 2023/3/9. وكان المسؤول والمنفذ العمل الصحفية فاطمة سعود " قباني "

## حياته الشخصية
ناظم أحمد ناصر خضير الجبوري  ، أصل أسرته من مدينة سامراء ، ونسبه يرجع إلى عشيرة الجبور _"ألبو خطاب"، أما لقبه فقد جاء من جده لأمه المدعو (جهاد عبد الله) كان طويل ورشيق وسريع الخطى لذلك لقب (بجهاد الغزال) ومن ثم تطورت إلى الصفة لقب الغزالي ولد في منطقة الحيدر خانة في بغداد يتيمًا. واستطاع أن يكمل دراسته الابتدائية والمتوسطة، في المدرسة المأمونية بمنتهى الصعوبة، وبعد تخرجهِ التحق بمعهد الفنون الجميلة قسم المسرح، ليحتضنه فيه الفنان حقي الشبلي نجم المسرح وقتها، حين رأى فيه ممثلاً واعداً يمتلك القدرة على أن يكون نجماً مسرحياً، لكن الظروف المادية القاسية التي جعلته يتردد كثيرًا في الالتحاق بالمعهد نجحت في إبعاده عنه، ليعمل مراقبًا في مشروع الطحين بأمانة العاصمة.
أبعدته الظروف عن المعهد، لكنها لم تمنعه من الاستمرار في قراءة كل ما تقع عليه يداه، والاستماع إلى المقام العراقي المعروف بسلمه الموسيقي العربي الأصيل، كما كان يستمع أيضاً إلى أم كلثوم، ومحمد عبد الوهاب وفريد الأطرش وأسمهان وليلى مراد ونجاة علي، وكانت أغنياتهم وقتها تملأ الأسماع في مناخ كان يدعو كل منهم إلى الاجتهاد والإجادة لإمتاع متذوقي الطرب، ولجعل ناظم يتعلق أكثر فأكثر بالغناء ويحفظ أغنياتهم عن ظهر قلب، ليكتشف ويكتشف المحيطون به أنَّ هناك موهبة غنائية لن تكرر في حنجرة مراقب مشروع الطحين. هذه الفترة، أكسبته طموحاً غير محدود وعنادًا وإصرارًا على إكمال الطريق الذي اختاره رغم الصعاب المالية والنفسية، التي واجهته، وجعلته حين يعود للمعهد يبذل قصارى جهده ليحصل على أعلى الدرجات. أمّا قراءاته فجعلته يمتاز عن زملائه بثقافته، تلك الثقافة التي ظهرت عام 1952 حين بدأ ينشر سلسلة من المقالات في مجلة «النديم» تحت عنوان «أشهر المغنين العرب»، وظهرت أيضاً في كتابه «طبقات العازفين والموسيقيين من سنة 1900 ـ 1962»، كما ميزه حفظه السريع وتقليده كل الأصوات والشخصيات، وجعلته طوال حياته حتى في أحلك الظروف لا يتخلى عن بديهته الحاضرة ونكتته السريعة، وأناقته الشديدة حتى في الأيام التي كان يعاني فيها من الفقر المدقع.

## الممثل مطرباً

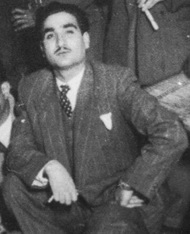
ناظم الغزالي في بداية حياته الغنائية

عاد ناظم الغزالي إلى معهد الفنون الجميلة لإكمال دراسته، ليأخذ حقي الشبلي بيده ثانية ويضمه إلى فرقة «الزبانية» ويشركه في مسرحية «مجنون ليلى» لأمير الشعراء أحمد شوقي في عام 1942، ولُحِّن له فيها أول أغنية شدا بها صوته وسمعها جمهور عريض، أغنية «هلا هلا» التي دخل بها إلى الإذاعة، والتي حوّل على إثرها ناظم اتجاهه، تاركاً التمثيل المسرحي ليتفرغ للغناء، وسط دهشة المحيطين به الذين لم يروا ما يبرر هذا القرار، خاصة أنَّ ناظم كان يغني في أدواره المسرحية، إلّا أنَّ وجهة نظره كانت أنَّهُ لكي يثبت وجوده كمطرب فإنَّهُ لا بدَّ أنْ يتفرغ تماماً للغناء.
تقدّم إلى اختبار الإذاعة والتلفزيون، وبين عامي 1947 و1948 انضم إلى فرقة الموشحات التي كان يديرها ويشرف عليها الموسيقار الشيخ علي الدرويش والتي كان بها عدد كبير من المطربات والمطربين.
كان صوته ويعتبر من الأصوات الرجولية الحادة (التينور) الدرامي وهو الصوت الرجالي الأول في التصنيفات الغربية، أمَّا مجاله الصوتي فيراوح بين أوكتاف ونصف إلى أوكتافين، والأوكتاف أو «الديوان» بالعربية يتضمن ثماني نوتات أو درجات، وتنحصر حلاوة الأماكن في صوت الغزالي بين النصف الأول والثاني من الأوكتافين. بهذا الشكل تكون مساحة صوت ناظم قد زادت على أربع عشرة درجة في السلم الموسيقي، ومع انفتاح حنجرته كانت قدرته غير العادية على إجادة الموال وتوصيل النوتات بوضوح، بجوابه المتين وقراره الجيد في مختلف ألوان المقامات وأنواعها، وإضافة إلى ذلك كله فقد ساعدته دراسته للتمثيل على إجادة فن الشهيق والزفير في الأوقات الملائمة. لقد أجاد الغزالي الموال باعتراف النقاد وكبار الموسيقيين الذين عاصروه، وما كان يميزه في ذلك معرفته وتعمقه في المقامات العراقية وأصولها إضافة إلى ذلك انفتاح حنجرته وصفائها، وكذلك جوابه المتين وقراره الجيد في مختلف ألوان المقامات وأنواعها.

## في فلسطين مع جنود العراق
لم ينته عام 1948 حتى سافر ناظم للمرة الأولى خارج العراق، وكانت فلسطين هي أولى محطاته، إذ ذهب مع الوفد الفني للدعم المعنوي وشحذ همة الجيش العراقي والجيوش العربية المتواجدة في فلسطين لمحاربة إسرائيل، والتقى هناك بعبد السلام عارف الذي أصبح لاحقاً رئيساً للجمهورية العراقية بعد انقلاب 1963، حيث تمتنت علاقة الصداقة بينهما بسبب حب عارف لفن الغزالي والمقام العراقي عامة، وأخذا يلتقيان في فترات متباعدة لم تنقطع حتى بعد تولي عارف رئاسة الجمهورية.
ومنذ بداية عقد الخمسينيات بدأت أغنيات الغزالي تعبر الحدود، فسافر إلى عدة دول، وأقام عدة حفلات في كثير من الدول العربية، وأصبح سفيراً للأغنية العراقية. وكانت بداية عقد الخمسينيات هي الفترة التي شهدت تطوراً وربما انقلاباً ملحوظاً في غالبية مقاييس الغناء ومواصفاتهِ في العراق، وبدأت بوادر الأغنية المتكاملة تظهر مع أغنيات ناظم التي نفاجأ اليوم حين نسمعها بوجود لوازم موسيقية ضمن توزيع موسيقي تعددت فيه الآلات الغربية والشرقية، لقد استطاع ناظم الغزالي أن يقلب غالبية مقاييس الغناء في العراق.
عند سماعنا أغاني ناظم الغزالي نجد لوازم موسيقية مشغولة وتتضمن توزيعاً موسيقياً مع تعدد الآلات الموسيقية، وكذلك إدخال بعض الآلات الغربية، وكذلك غنى لأشهر الشعراء العرب مثل إيليا أبو ماضي، أحمد شوقي، أبو فراس الحمداني. غنّى لأبي فراس الحمداني: «أقول وقد ناحت بقربي حمامة»، ولأحمد شوقي: «شيّعت أحلامي بقلب باك» وللبهاء زهير «يا من لعبت به شمول»، ولإيليا أبي ماضي: «أي شيء في العيد أهدي إليك يا ملاكي»، وللمتنبي: «يا أعدل الناس»، وللعباس بن الأحنف «يا أيها الرجل المعذب نفسه»، ولغيرهم من كبار شعراء العربية. ولولا وفاته المبكرة ربما لم يكن ليترك كلمة في عيون تراث الشعر العربي إلّا وغناها وأمتعنا بها. هكذا أخرجَ القصائد من دواوينها وجعلها تجري على لسان أبسط الناس الذين أحبّوا كلماتها، وأحبّوا أكثر الصوت الذي نقلها إلى أذنهم بنبرة الشجن الشائعة في الأصوات العراقية، وإن زاد عليها نبرة أكثر حزنًا بأدائه الدرامي الذي اختلطت فيها الحياة القاسية التي عاشها، وما درسه بمعهد الفنون الجميلة.

## زواجه بسليمة مراد
كان زواج الغزالي من سليمة مراد من الزيجات المثيرة للجدل، فالبعض يقولون أن قصة حب ربطت بين الفنانين على الرغم من فارق السن بينهما، أما البعض الآخر فكانوا يقولون أن سليمة مراد تكبر الغزالي ربما بعشر سنوات أو أكثر، وأن الغزالي كان بحاجة إلى دفعة معنوية في بداية طريق الشهرة.
المعروف أن سليمة مراد باشا (هكذا كانت تلقب أيام الباشوية)، إذ أصبحت مغنية الباشوات وكانت أستاذة في فن الغناء، باعتراف النقاد والفنانين جميعاً في ذلك الوقت، تعلم الغزالي على يدها الكثير من المقامات، وكانا في كثير من الأحيان يقومان بإحياء حفلات مشتركة، يؤديان فيها بعض الوصلات فردية وأخرى ثنائية. تم الزواج عام 1953، وخلال عشر سنوات تعاونا على حفظ المقامات والأغنيات. وفي عام 1958 قاما بإحياء حفل غنائي جماهيري كبير، فتح آفاقاً واسعة لهما إلى خارج حدود العراق فكانت بعدها حفلات في لندن وباريس وبيروت.

## وفاته
سافر ناظم قبل وفاتهِ إلى بيروت، وأقام فيها 35 حفلاً، وسجّل العديد من الأغاني للتلفاز اللبناني، ثم سافر إلى الكويت، وسجّل قرابة عشرين حفلة منها في التلفاز وبعضها من الحفلات الرسمية. وفي العام نفسه إجتهدَ وبذلَ جهداً كبيراً ليتمكن بسرعة أنْ ينتهي من تصوير دوره في فيلم «يا سلام على الحب» مع المطربة نجاح سلام، وغنّى فيه أغنية «يا أم العيون السود». هناك رواية أنّهُ أفاق في صباح 23 تشرين الأول/أكتوبر 1963 وطلب قدحاً من الماء الساخن لحلاقة ذقنه، لكنَّه سقط مغشياً، وبعدها فارق الحياة، في الساعة الثالثة ظهراً. كسرت إذاعة بغداد القاعدة، وقطعت إرسالها لتعلن الخبر الذي امتدَّ تأثيرهُ ليصيب العالم العربي كلّه بحزن بالغ، كان قطع البث الإذاعي يلازمه دائماً إعلان «البيان الأول» لأحد الانقلابات العسكرية، ولم يكن قد مرَّ سوى 7 أشهر على انقلاب فبراير، لكن هذه المرة اختلف الوضع واستمع من تعلقت آذانهم بجهاز الراديو إلى الخبر الذي أحدث انقلاباً في نفوسهم، وأبكاهم طويلاً، «مات ناظم الغزالي».
دُفن جثمان ناظم الغزالي في مقبرة الكرخ ونقشت على ضريحهِ هذهِ الآبيات:

## أبرز أغانيه
- هلا هلا

أول أغانيه، من ألحان حقي الشبلي، غنها ناظم في عام 1948.
- المضيع ذهب

ثاني أغانيه، من ألحان وديع خونده.
- أقول وقد ناحت

وهي من أشهر قصائد أبي فراس الحمداني.
- عيرتني بالشيب
- فوق النخل
- طالعة من بيوت أبوها
- يا أم العيون السود
- أحبك وأحب كل من يحبك
- مروا عليه الحلوين